# Вакуумная кровать

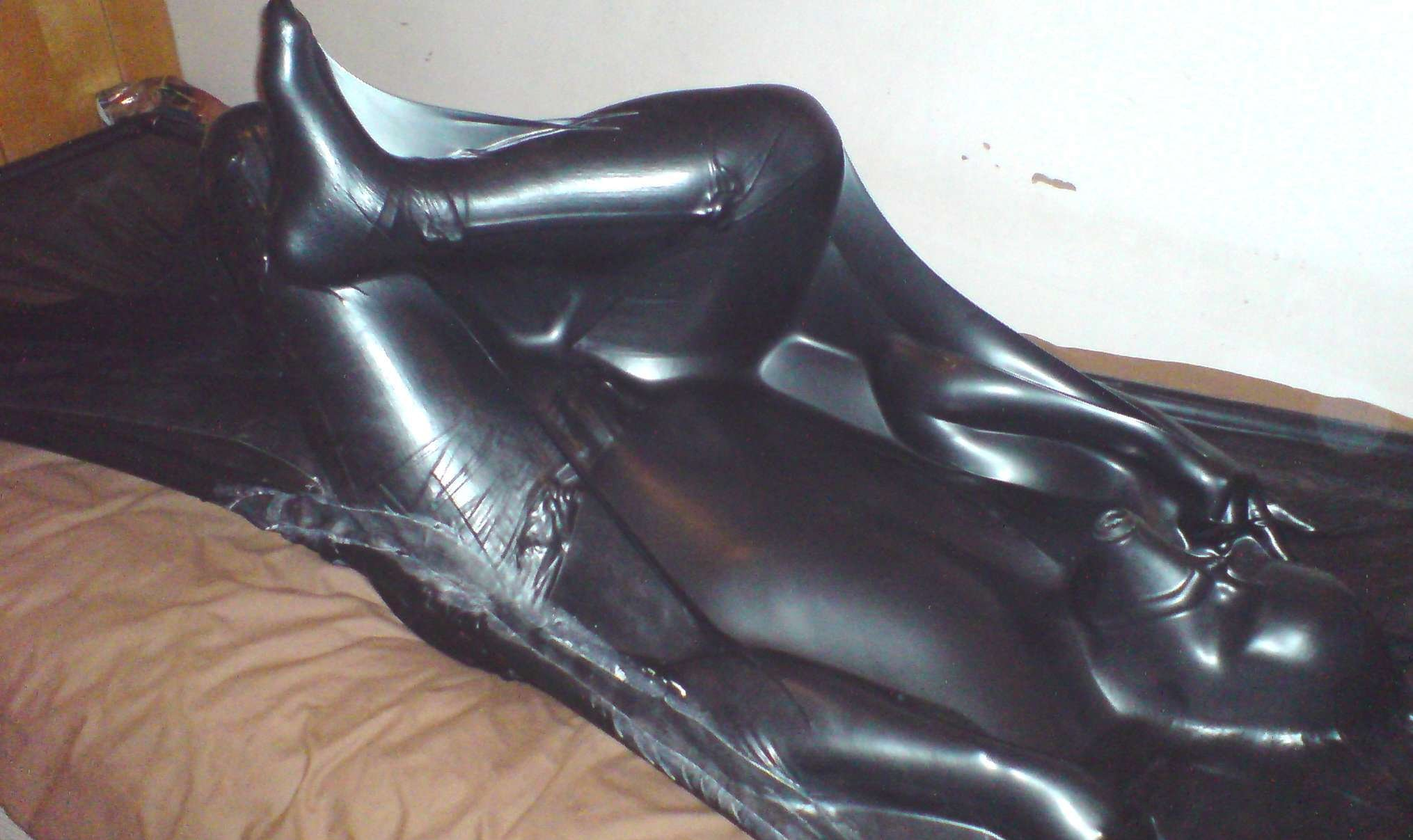
Вакуумная кровать

Вакуумная кровать (англ. Vacuum bed) — устройство, используемое в эротических играх и практике БДСМ. Фактически является крупногабаритным приспособлением для бондажа.
Обычно представляет собой натянутый на раму мешок из латекса, в который помещается человек. После чего из мешка откачивается воздух, плотно обтягивая тело латексом и сковывая его движения. Предусматривается отверстие или маска для дыхания. Встречаются модификации с прорезями для лица или половых органов. Используя вакуумные кровати с разной толщиной латекса, можно регулировать степень подвижности человека внутри кровати: чем толще латекс, тем туже он тянется, движения становятся более скованными. Вместе с тем более толстый латекс ослабляет ощущения от ласк партнёра. Также особенностями данного способа бондажа являются специфические физико-эротические ощущения стягивания и частичная сенсорная депривация.
Существуют также вакуумные кубы, состоящие из кубического каркаса из эластичных пластиковых трубок и натянутого на него латексного мешка, а также бескаркасные латексные мешки.